# Anthem Inc.
Anthem Inc. è il settimo album del gruppo hip hop statunitense Naughty by Nature, pubblicato nel 2011 da E1 Music e Illtown. L'album celebra il ventesimo anniversario dalla nascita del trio.
| Recensione | Giudizio |
| ---------- | -------- |
| AllMusic   | [ 1 ]    |
| HipHopDX   | [ 2 ]    |

## Tracce
Musiche di Naughty by Nature.
1. Anthem Inc. Intro – 0:37
2. Naughty Nation – 3:34 (musica: Kay Gee, Trampbaby)
3. Throw It Up (feat. Tah G Ali) – 3:57 (musica: Kay Gee, Rob Lewis)
4. I Gotta Lotta (feat. Sonny Black) – 3:39 (musica: Kay Gee, Trampbaby)
5. Perfect Party (feat. Joe) – 4:09 (musica: Kay Gee, Trampbaby)
6. Flags – 3:31 (musica: Kay Gee, Trampbaby)
7. Name Game (Remember) (feat. Kate Nauta) – 3:48 (musica: Kay Gee, Trampbaby, Adam Miele)
8. God Is Us (feat. Queen Latifah) – 6:22 (musica: Brian Coleman, Kay Gee, Trampbaby)
9. Gunz & Butta (feat. B. Wells, Black, Du It All & Dueja) – 4:12 (musica: Kay Gee, Youngboyz)
10. I Know What It's Like (feat. Christopher Mapp) – 4:52 (musica: Kay Gee, A-Rex)
11. Ride – 4:05 (musica: Brian Coleman, Kay Gee, Youngboyz)
12. Impeach the Planet (feat. Black, Du It All & Fam) – 3:57
13. Doozit (feat. Syleena Johnson) – 3:37 (musica: Kay Gee, Rob Lewis, Trampbaby)

20 Anniversary Version
1. Uptown Anthem – 3:02
2. Hip Hop Hooray (feat. Ike Graham) – 4:11
3. O.P.P. (feat. Jason Dendy, Kortland Jackson & Precise) – 4:10
4. Feel Me Flow – 3:21
5. Everything's Gonna Be Alright (feat. Adam Miele, Antonia Dunbar & Eritza Laues) – 4:11